# Yon Fan

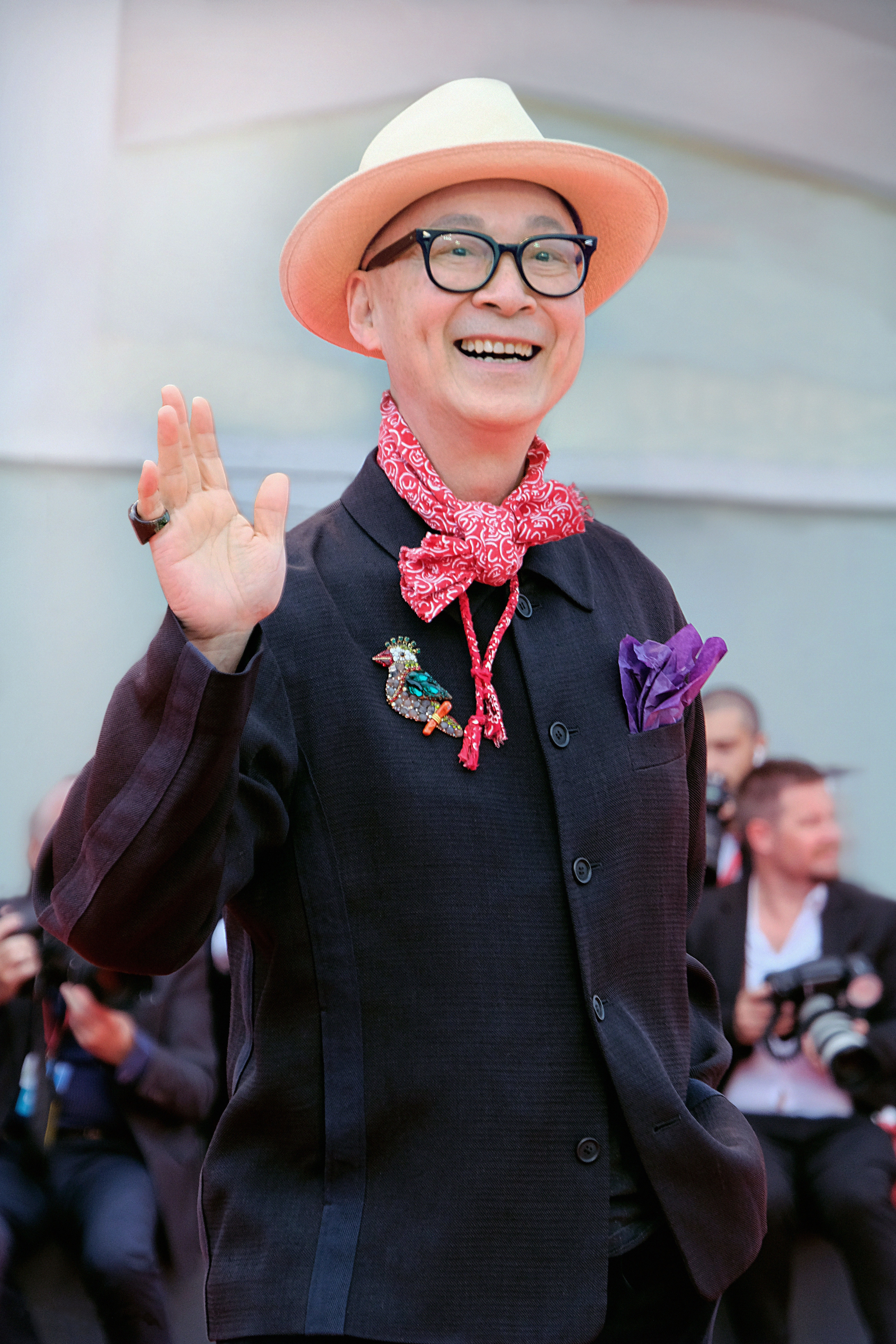
Yon Fan (2020)

Yon Fan (chinesisch 楊凡 / 杨凡, Pinyin Yáng Fán, Jyutping Joeng4 Faan4, Pseudonym Yonfan; * 1947 in Hankou, in der Provinz Hunan, China) ist ein in Hongkong lebender chinesischer Fotograf und Filmregisseur.

## Biographie
Yon wurde 1947 in der Provinz Hunan geboren. Schon in jüngster Kindheit verließ er mit seinen Eltern die Volksrepublik China und die Familie ließ ich sich zuerst in Hongkong, später dann auf Taiwan nieder. Als junger Mann kehrte er nach Hongkong zurück, wo er als Fotograf arbeitete, verließ die Stadt allerdings 1968 erneut, um in den USA Filmwissenschaft zu studieren. Nach einigen Jahren, die Yonfan in den USA, England und Frankreich verbrachte, kehrte er nach Hongkong zurück und arbeitete weiter als Fotograf. 1984 gab er sein Debüt als Regisseur mit dem Film A Certin Romance (Shaonü riji). Nach dem Film In Between (San tung gui shut doi) im Jahr 1993 wendete sich Yon entschieden vom Mainstream-Kino Hongkongs ab und begann vorzugsweise marginalisierte Identitäten zu thematisieren. Eine besondere Rolle spielte dabei die Homosexualität. Mit seiner Hinwendung zum Randgruppen- bzw. Nischenfilm büßte er auch den kommerziellen Erfolg in seiner Heimat ein, der auch nicht durch die positive Rezeption seines Werks auf westlichen Festivals kompensiert werden konnte.
2009 erhielt Yonfan für seinen Spielfilm Lei wangzi eine Einladung zum Wettbewerb der 66. Filmfestspiele von Venedig. 2017 wurde er in die Wettbewerbsjury der 74. Filmfestspiele von Venedig berufen.

## Filmografie

### Regie
- 2004 – Colour Blossoms (Toh sik)
- 2003 – Breaking the Willow
- 2001 – Peony Pavilion (Youyuan jingmeng)
- 1998 – Bishonen... Beauty (Meishaonian zhi lian)
- 1995 – Bugis Street (Yao jie huang hou)
- 1993 – In Between (San tung gui shut doi)
- 1990 – Promising Miss Bowie (Zhu fu)
- 1988 – Last Romance (Liu jin sui yue)
- 1987 – Double Fixation (Yi luan qing mi)
- 1986 – Immortal Story
- 1985 – Lost Romance (Meigui de gushi)
- 1984 – A Certin Romance (Shaonü riji)[5]

### Autor
- 2004 – Colour Blossoms (Toh sik)
- 2001 – Peony Pavilion (Youyuan jingmeng)
- 1998 – Bishonen... Beauty (Meishaonian zhi lian)
- 1995 – Bugis Street (Yao jie huang hou)
- 1993 – In Between (San tung gui shut doi)
- 1990 – Promising Miss Bowie (Zhu fu)
- 1985 – Lost Romance (Meigui de gushi)[5]

Quelle: Hong Kong Movie Database

## Bibliographie
- A Chinese Portray
- Tibet. A Distant Horizon
- China Image[6]